# Jdioara, Timiș
Jdioara (în maghiară Zsidóvár, sârbă Židovar) este un sat în comuna Criciova din județul Timiș, Banat, România.

## Localizare
Jdioara se situează la limita dintre județul Timiș și județul Caraș-Severin, la circa 18 km distanță față de municipiul Lugoj și la 80 km față de municipiul Timișoara. 

## Istoric
Cetatea Jdioara a fost întemeiată în secolele II - III, în timpul colonizării romane. Totuși, primele mărturii despre existența localității sunt din 105-200 AD. Prima atestare documentară a localității este din 1215, sub numele de Zsidovar. În secolele X-XI, cetatea era, probabil, inclusă în voievodatul lui Glad. 
În prezent, ruinele cetății fac parte din patrimoniul istoric național.

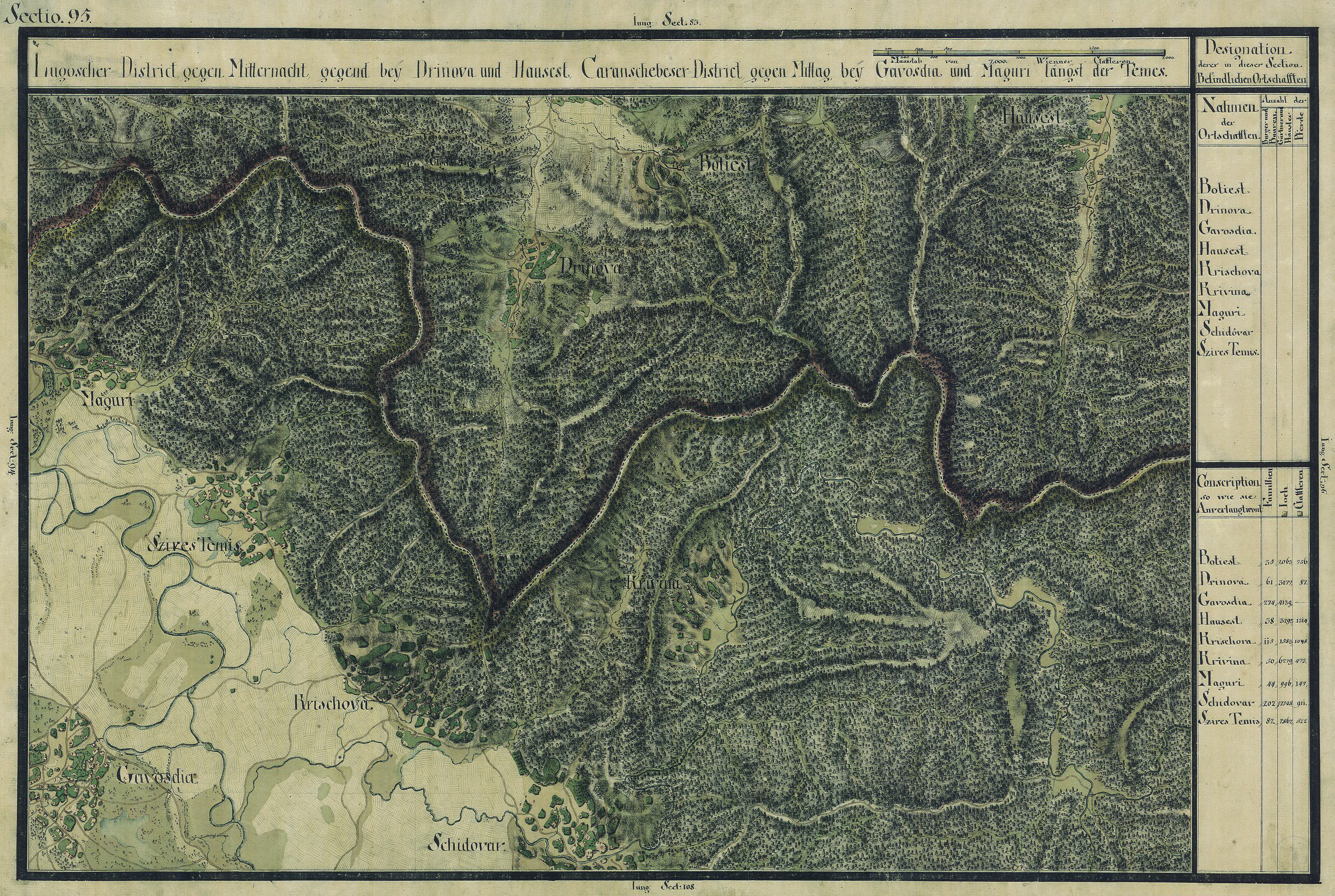
Jdioara în Harta Iosefină a Banatului, 1769-72

## Personalități
- Ersilia Petroviciu (1882 - 1955), deputat în Marea Adunare Națională de la Alba Iulia 1918